# Зниклі скарби (фільм, 1924)
«Зниклі скарби» (рос. «Пропавшие сокровища») — грузинський радянський художній фільм 1924 року кінорежисера вірменського походження Амо Бек-Назаряна. Історична драма по однойменному роману Петра Морського.

## Сюжет
На півдні Радянського Союзу громадянська війна. Найкращі друзі, Ілля, Тетяна і Тедор шукають скарби. Зарубіжна розвідка намагається приховати їх від Радянського уряду.

## Актори
- Павло Єсиковський — Ілля
- Софія Жозеффі — Тетяна
- Петро Морской — Тедор
- Н. Нірові — монах
- В. Оболенськи — старик
- Марія Арназі-Боршак — шпигун
- І. Кручіні — капітан Клещук
- В. Брянський — актор
- І. Буринський — Ад'ютант Клещука
- Михайло Чіаурелі
- Акакій Хорава
- Леван Хотіварі
- М. Лещенко
- Н. Нагорний
- А. Покровський
- Н. Нінові — у титрах не зазначений